# Cnipodectes superrufus
Cnipodectes superrufus là một loài chim trong họ Tyrannidae.